# Anna Birjoekova
Anna Germanovna Birjoekova (Russisch: Анна Германовна Бирюкова) (Jekaterinenburg, 27 september 1967) is een voormalige Russische hink-stap-springster, die zich aanvankelijk op het verspringen had toegelegd en in die periode nog onder de vlag van de Sovjet-Unie aan wedstrijden deelnam. Na in maart 1992 een zoon te hebben gekregen, keerde zij in 1993 terug op de atletiekbanen als hink-stap-springster, in welke discipline zij wereld- en Europees kampioene werd en gedurende een tweetal jaren in het bezit was van het wereldrecord. 

## Loopbaan
Birjoekova won een gouden medaille op de wereldkampioenschappen van 1993 in Stuttgart door een sprong te maken van 15,09 m, een wereldrecord. Dit record hield twee jaar stand. Een jaar later moest ze op de Europese indoorkampioenschappen in Parijs de eer laten aan haar landgenote Inna Lasovskaya, die haar met 14,88 16 centimeter de baas bleef. Op de EK in Helsinki, later dat jaar, kwam zij in de finale in haar allereerste poging tot 14,89, waarmee zij de voltallige concurrentie overdonderde, inclusief Lasovskaya, die nu als beste van de rest op 14,85 bleef steken.
Was het haar, ondanks haar Europese titel, in 1994 niet gelukt om een sprong voorbij de vijftien meter produceren, daarin slaagde Anna Birjoekova in 1995 weer wel. Tijdens de WK in Göteborg kwam zij tot 15,08, slechts één centimeter onder haar wereldrecordprestatie. Jammer genoeg voor de Russische lukte het in Göteborg de Oekraïense Inessa Kravets (goud met 15,50) en de Bulgaarse Iva Prandzheva (zilver met 15,18) nog beter en dus bleef voor haar slechts de bronzen medaille over en moest zij bovendien toezien, hoe Kravets haar wereldrecord overnam.
Hierna was Birjoekova over haar hoogtepunt heen. Op de Olympische Spelen van 1996 wist zij zich met 14,19 niet te kwalificeren voor de finale van het hink-stap-springen en in 1997 kwam zij, na eerder haar eerste en enige nationale titel bij het hink-stap-springen te hebben veroverd, op de WK in Athene in de kwalificatieronde niet een keer tot een geldige sprong.

## Titels
- Wereldkampioene hink-stap-springen 1993
- Europees kampioene hink-stap-springen - 1994
- Russisch kampioene hink-stap-springen - 1997

## Persoonlijke records
Outdoor
| Onderdeel          | Prestatie                  | Datum            | Plaats    |
| ------------------ | -------------------------- | ---------------- | --------- |
| hink-stap-springen | 15,09 m (+0,5 m/s) (ex-WR) | 21 augustus 1993 | Stuttgart |
| verspringen        | 6,64 m (-0,8 m/s)          | 17 augustus 1994 | Zürich    |

Indoor
| Onderdeel          | Prestatie | Datum            | Plaats |
| ------------------ | --------- | ---------------- | ------ |
| hink-stap-springen | 14,75 m   | 14 februari 1995 | Moskou |

## Palmares

### hink-stap-springen
- 1993:  WK – 15,09 m (WR)
- 1994:  EK indoor – 14,72 m
- 1994:  EK – 14,89 m
- 1995:  WK – 15,08 m
- 1995:  Grand Prix finale te Monaco - 14,99 m
- 1996: 13e in kwal. OS - 14,19 m
- 1997:  Russische kamp. – 14,64 m